# La Maliciosa
La Maliciosa es una de las montañas más importantes y altas de la sierra de Guadarrama, una formación montañosa perteneciente al Sistema Central. Tiene una altitud de 2227 m sobre el nivel del mar y está situada en el noroeste de la Comunidad de Madrid, en España, alzándose entre La Pedriza, que queda al este, y el valle de la Barranca, que está en su vertiente oeste.
Tiene una prominencia de 153 m, su perfil es inconfundible y sobresale notablemente en la Meseta Central. Esto hace que sea una de las montañas más vistosas y significativas de la sierra de Guadarrama. Su cara sur es la más escarpada y en ella hay varios barrancos, praderas alpinas y pedreras. En las vertientes de La Maliciosa predominan los matorrales bajos de montaña, aunque existen zonas cubiertas de pinos silvestres. Gran parte de esta montaña está dentro del parque regional de la Cuenca Alta del Manzanares y dentro del parque nacional de Guadarrama.

## Etimología
Originalmente, a este pico se le conocía como la «Montaña Maliciosa». Esto es debido a la dificultad que tiene su ascenso, excepto por su vertiente norte. Tiene una orografía bastante escarpada y hay un desnivel acumulado superior a los 1100 m. Más tarde, el nombre se abrevió y actualmente se la conoce como «La Maliciosa» o el «Pico de la Maliciosa». Esta montaña también es conocida como «La Monja» por su parecido a un tocado monjil cuando está cubierta de nieve. El nombre de esta montaña se encuentra en el siglo XIV, y como la Maladeta en los Pirineos, La Maliciosa en la sierra de Guadarrama es la maldecida, cuya roca siempre desolada y desnuda recibe los ataques del viento, hielo, agua y sol.

## Situación geográfica

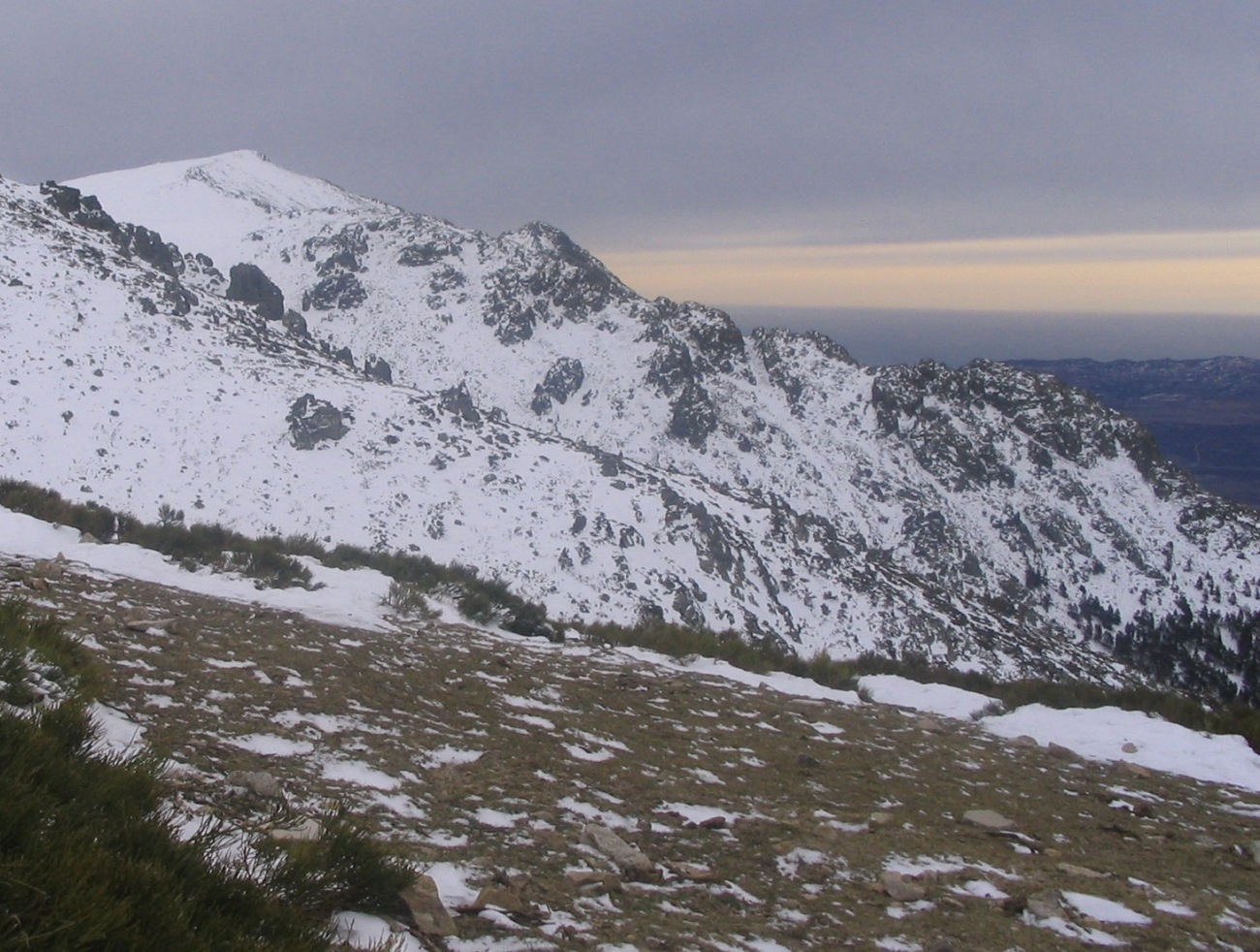
Cara noroeste de La Maliciosa vista desde las inmediaciones de la cumbre de la Bola del Mundo.

En la cumbre confluyen los términos municipales de Navacerrada, Becerril de la Sierra, El Boalo y Manzanares el Real, todos ellos situados en el noroeste de la Comunidad de Madrid, en el centro de España.
La Maliciosa está situada en el extremo sur de un cordal de unos 2 km de longitud orientado de norte a sur y que comienza en la cima de la Bola del Mundo (2265 m). En este cordal hay un collado de montaña de 2073 m llamado Collado del Piornal. La Bola del Mundo pertenece a la línea montañosa de Cuerda Larga, orientada de oeste a este. La Maliciosa constituye la vertiente este del valle de la Barranca, orientado de norte a sur, y hace de límite oeste en el valle del curso alto del río Manzanares, muy próximo a La Pedriza. La cara sur de esta montaña desciende de manera muy pronunciada hasta los 1000 m de altitud que tiene la Meseta Central al pie de la montaña. A su vez, desde la cima y en dirección sureste sale la sierra de los Porrones, de unos 7 km de longitud. Pierde altitud según se aleja de La Maliciosa y en él destaca el pico de La Maliciosa Baja (1938 m). Dicho cordal termina junto al municipio de Manzanares el Real y en el extremo sur de La Pedriza.
En la cima hay un vértice geodésico de primer orden desde donde se puede contemplar una excelente vista panorámica de la sierra de Guadarrama. Además de la cima principal, existe otra de 2125 m, situada al suroeste, llamada El Peñotillo o Falsa Maliciosa, porque nos engaña visualmente al realizar la ascensión desde el valle de la Barranca, haciéndonos creer que se trata de la cumbre principal. A 1,5 km al este aproximadamente está otra cima subsidiaria de la principal llamada La Maliciosa Baja, de 1938 m.

## Medio natural

### Flora y fauna

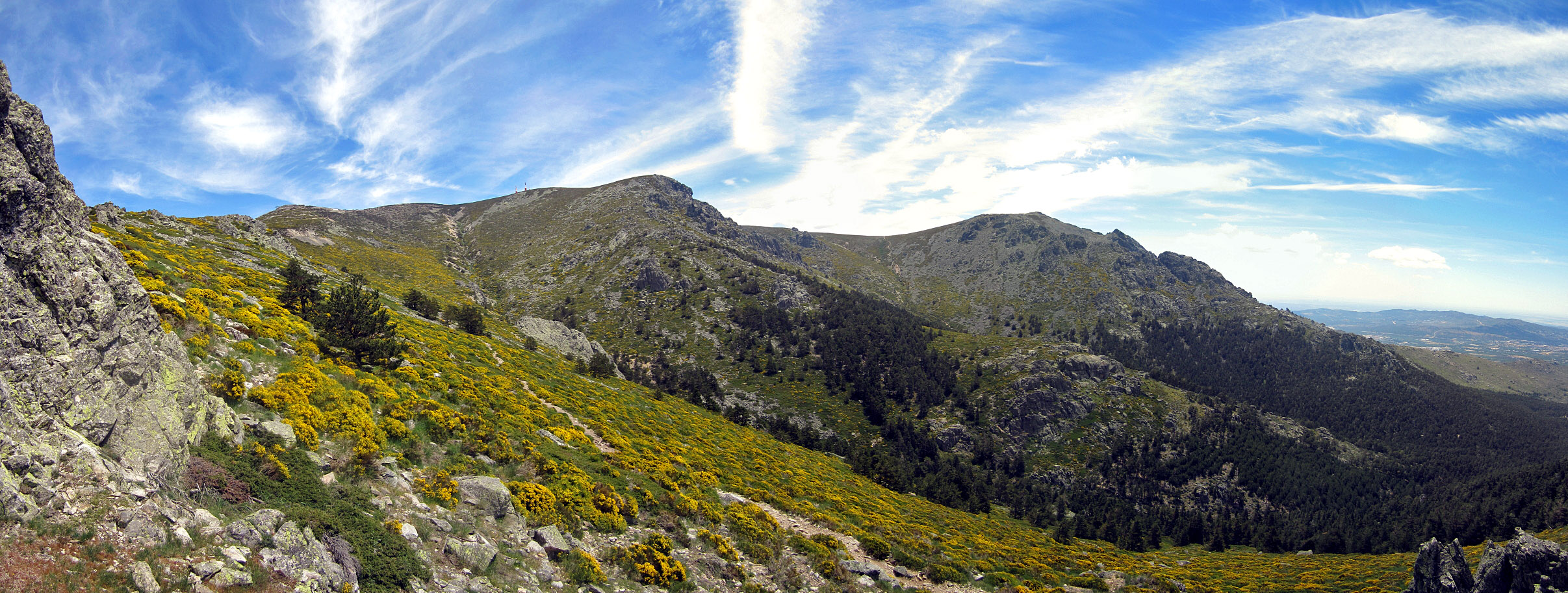
Vista de La Maliciosa y el valle de la Barranca con piornos en primer plano

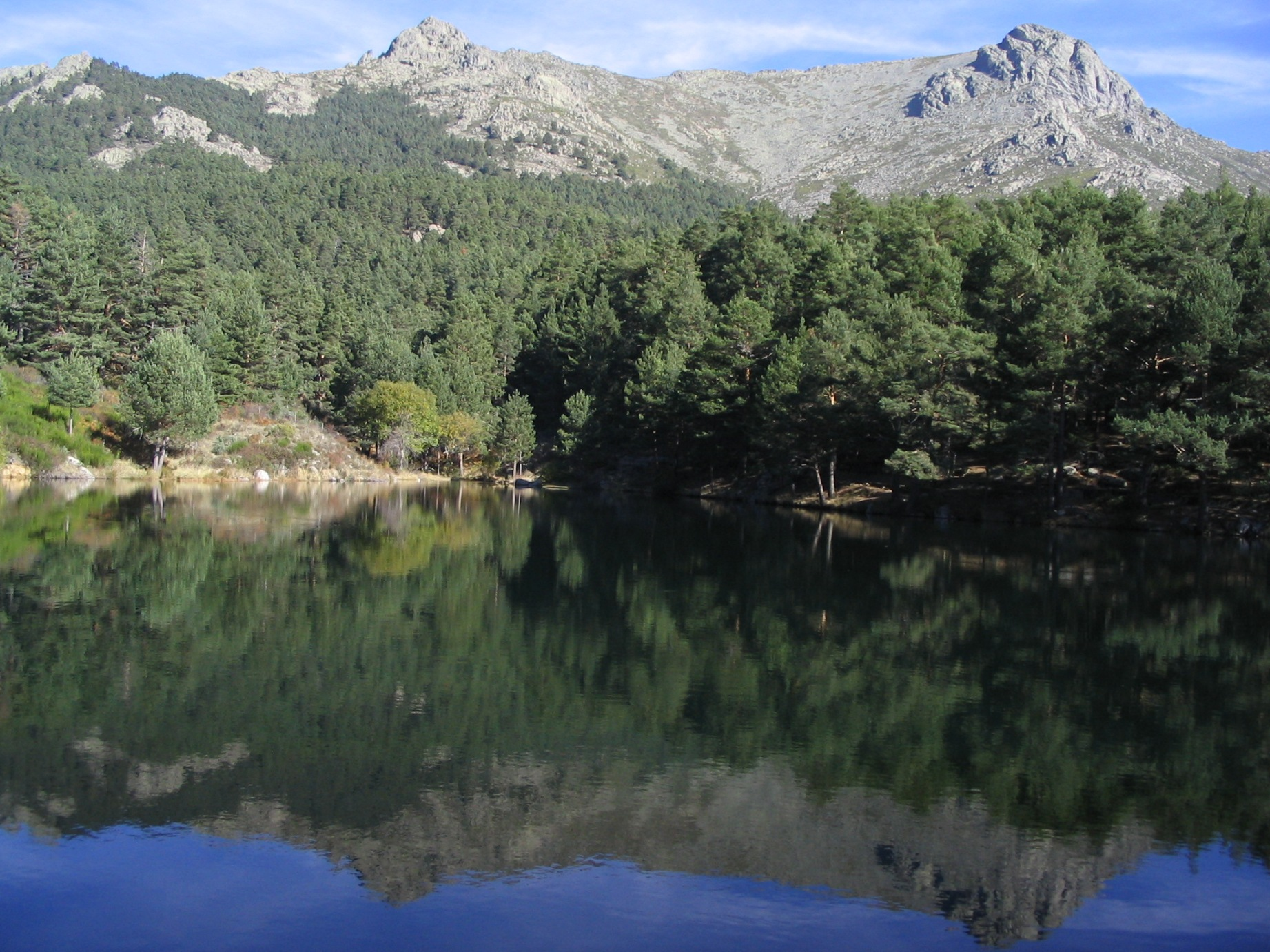
Pequeño embalse del río Samburiel en el valle de la Barranca. A la derecha de la imagen aparece «el Peñotillo».

Las laderas de esta montaña están cubiertas de diferente vegetación, según la altitud. Desde los 1000 m a los 1300 se pueden encontrar robledales en bastante buen estado, mezclados con pino silvestre. Desde los 1100 m a los 2000 m, el bosque predominante es el de pino silvestre. Esta especie arbórea forma bosques muy densos en su vertiente oeste, es decir, en el valle de la Barranca y en la vertiente norte de la cuerda de los Porrones. El sotobosque que hay en esta zona está compuesto principalmente por helechos. Desde los 2000 m en adelante, la vegetación se compone por matorrales bajos de alta montaña como son el piorno y la retama. Este tipo de vegetación baja, junto con el enebro, se extiende por toda la vertiente sur, la más escarpada y rocosa, hasta fundirse con el encinar del pie de monte.
La principal causa de que los árboles no crezcan por encima de los 2000 m es el viento, que sopla con fuerza con mucha frecuencia. El frío también influye en que no proliferen árboles adaptados a un clima más benévolo. En las laderas más inclinadas, los matorrales de alta montaña dejan paso a la piedra vista, que en este caso se trata de granito.
Lista de especies vegetalespiorno, jabino, cervuno, arándano, brezo, enebro, helecho, pino silvestre y flores silvestres de alta montaña.

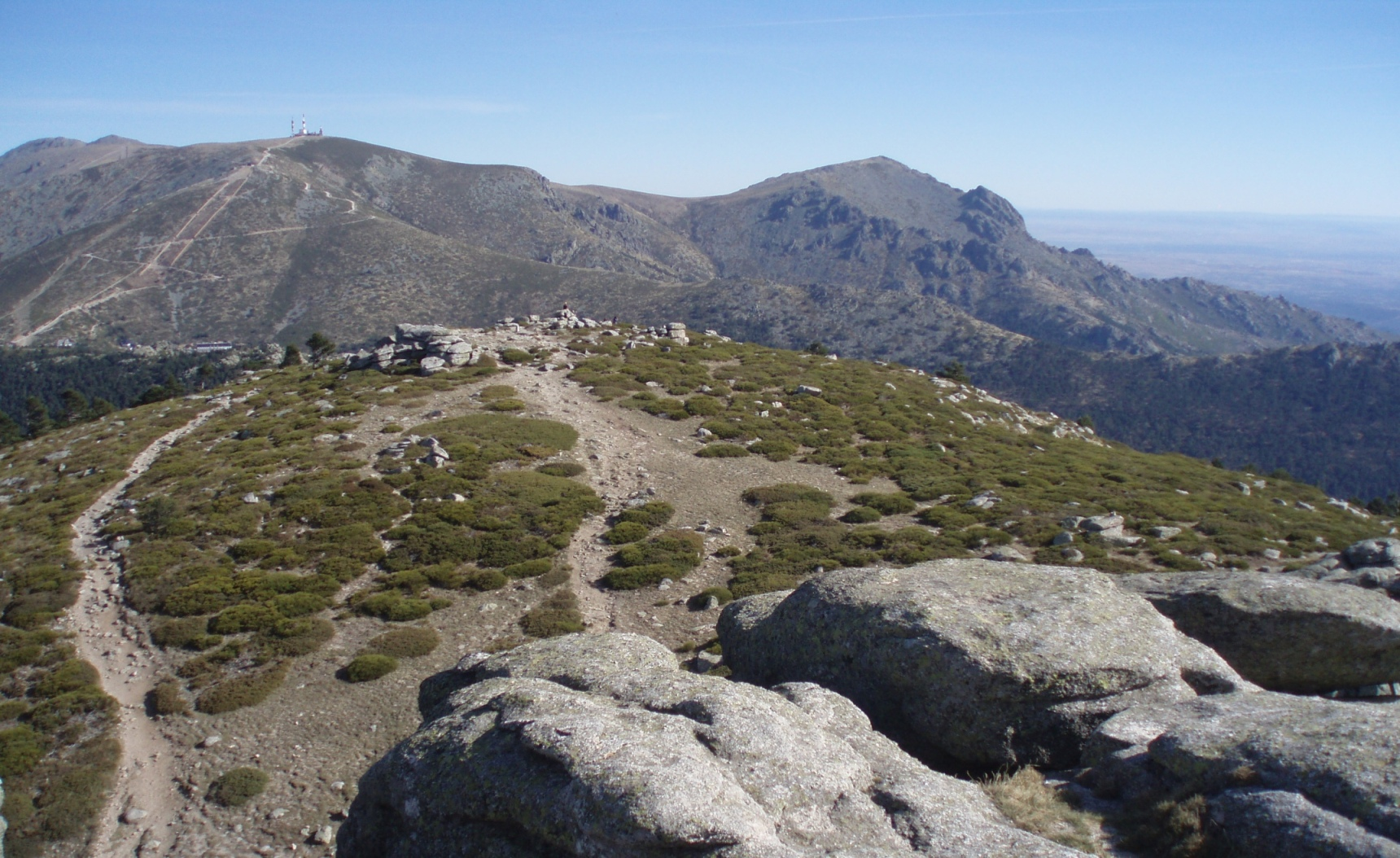
Vertiente oeste de La Maliciosa (pico de la derecha) vista desde Siete Picos. A su izquierda aparecen las Cabezas de Hierro y la Bola del Mundo. Entre La Maliciosa y la Bola del Mundo se aprecia el collado del Piornal, y junto a la cima de La Maliciosa aparece «el Peñotillo».

La fauna que habita en las laderas de La Maliciosa es la propia de la sierra de Guadarrama, abundando los pequeños mamíferos, insectos y aves rapaces de la zona. En los últimos años, La Maliciosa no ha estado ajena a la superpoblación de cabra montés (Capra pyrenaica) y es muy frecuente encontrar rebaños enteros de este bóvido, especialmente en la zona de la cumbre.
Lista de especies animalesCabra montés, Salamandra común, acentor común, collalba gris, pechiazul, roquero rojo, chova piquirroja, águila imperial, buitre negro, topillo nival, lagartija roquera, lagartija serrana, mariposas Parnassius apollo, Plebicula ni ecensis e Hyphoraia dejeani.

### Hidrografía

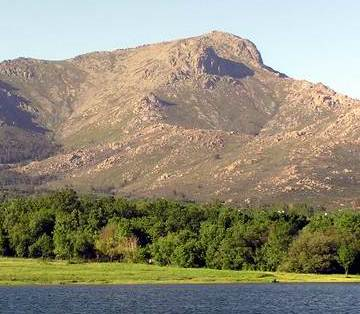
Vertiente sur de La Maliciosa vista desde el embalse de Navacerrada

Esta montaña se encuentra enteramente dentro de la cuenca del río Manzanares, el cual desciende hacia el sur hasta desembocar en el Jarama y posteriormente en el Tajo. Existen numerosas emanaciones de agua en el entorno de este pico, las cuales dan lugar a arroyos que, en algunos casos, se secan en la estación estival. El río Samburiel, llamado también río Navacerrada, nace en la vertiente oeste de La Maliciosa, en el valle de la Barranca. En su curso hay dos pequeñas presas que preceden al embalse de Navacerrada, de una superficie superior a los anteriores. Este río es afluente del Manzanares, que nace apenas 1 km al norte de la cima, en las emanaciones del Ventisquero de la Condesa.

### Geología

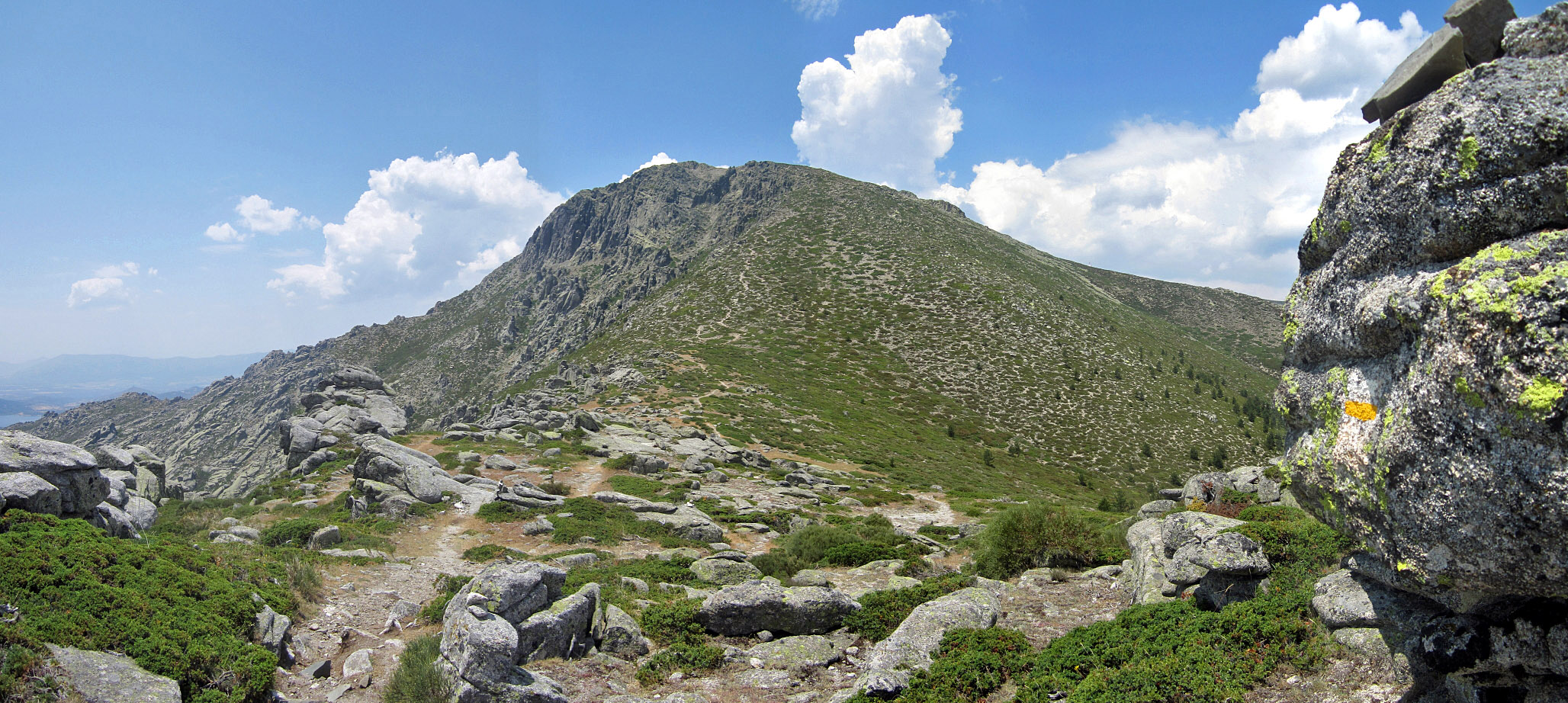
Cara este de la Maliciosa desde el collado de las Vacas

El pico de La Maliciosa es parte del resultado del choque entre las placas correspondientes a la Submeseta Sur y a la Submeseta Norte, ambas pertenecientes a la Meseta Central de la península ibérica. La elevación de este macizo ocurrió en la Era Terciaria (hace unos 65 millones de años) aunque los materiales sobre los que se asienta (el zócalo granítico meseteño) sean anteriores (de la orogenia herciniana). El tipo de roca más predominante en este macizo montañoso es el granito, visible desde el exterior en las laderas con más pendiente y en la cornisa de cumbres.
La acción glaciar del Cuaternario (hace unos 1,8 millones de años) acabó de modelar varios de los relieves actuales del macizo de La Maliciosa con pequeñas hendiduras situadas a más de 1800 m, especialmente en la vertiente sur. Es una de las pocas montañas de la sierra de Guadarrama, aparte de Peñalara, donde se ha detectado erosión de origen glaciar, aunque esta es mucho menor que la de Peñalara.

### Clima

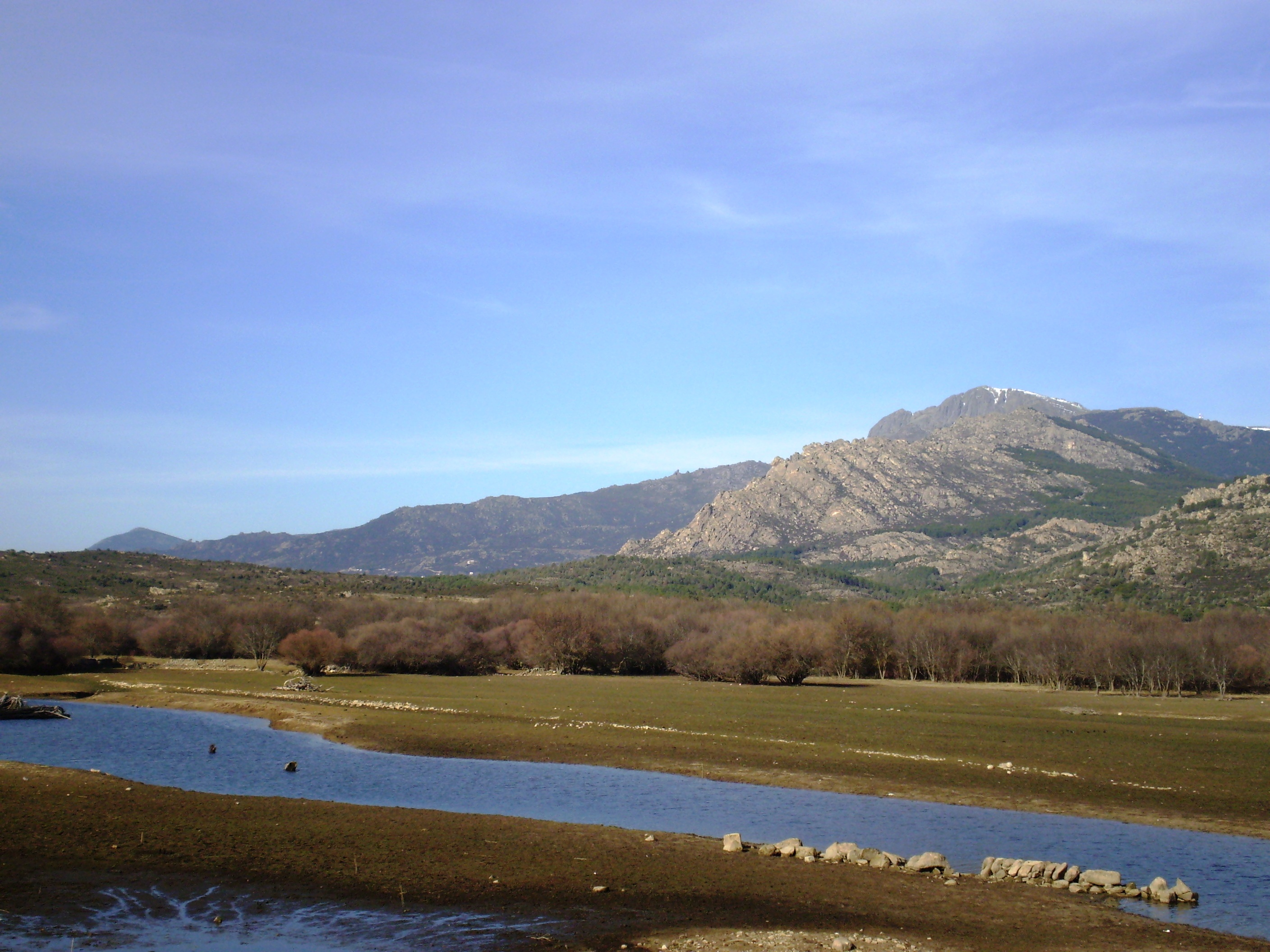
Vista de la vertiente sureste de La Maliciosa con el río Samburiel en primer término.

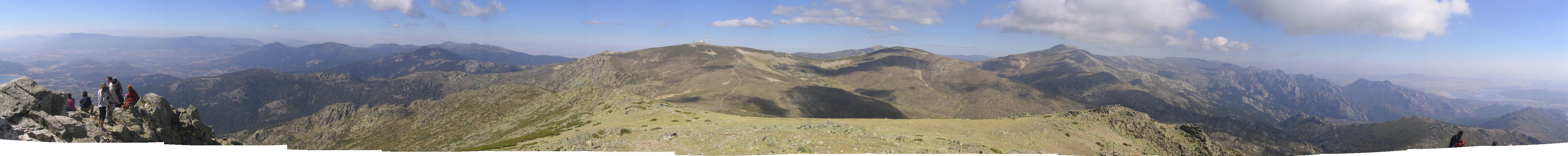
Vista panorámica desde la cima de La Maliciosa. En el centro de la imagen aparece la Bola del Mundo, en la izquierda aparece el Monte Abantos y en el extremo derecho se ve La Pedriza. Entre la cima de la Bola del Mundo y La Pedriza se pueden ver las cimas de Cuerda Larga.

El clima del pico de La Maliciosa es el característico de montaña, aunque tiene importantes influencias del clima mediterráneo continentalizado, que es el que hay en la Meseta Central. Las temperaturas varían con la altitud, es decir, a mayor altura más bajas son, y las precipitaciones también aumentan con la altitud. Las influencias del clima mediterráneo continentalizado se reflejan en la gran variación de temperatura respecto del día y la noche. Esta puede ser de 12 °C en verano y de 5 °C en invierno. Las precipitaciones son, por lo general, abundantes (entre 800 y 2500 mm/año) y escasean más en verano. Suelen ser en forma de nieve en invierno y en las zonas más altas puede nevar desde octubre hasta mayo. Es preciso diferenciar dos grandes zonas climáticas en las laderas de La Maliciosa.
Entre los 1100 y 1600 m de altitud, las temperaturas medias oscilan entre 11 y 8 °C. En invierno se alcanzan temperaturas mínimas medias de -3 °C y en verano máximas de 25 °C. Las precipitaciones que caen en esta zona oscilan entre los 800 y 1000 mm anuales. Estas suelen caer en forma de nieve entre los meses de diciembre y marzo.
Entre los 1600 y 2227 m de altitud, las temperaturas medias oscilan entre los 8 y 3 °C. En invierno se alcanzan temperaturas mínimas medias de hasta -9 °C y en verano máximas de 20 °C. La precipitaciones anuales de esta zona son muy abundantes, oscilando entre los 1200 y 2500 mm. Suelen ser de nieve entre los meses de noviembre y mayo, y esta permanece en el suelo formando grosores que a menudo superan los 2 m, sobre todo con la formación de ventisqueros, dados los fuertes vientos provenientes de la meseta que arrastran la nieve a puntos orográficos concretos.

## Rutas de ascenso

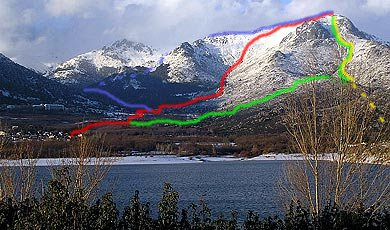
Rutas de ascenso a La Maliciosa. La fotografía está tomada desde el embalse de Navacerrada.

La Maliciosa es una de las montañas de la sierra de Guadarrama más transitadas por montañeros y senderistas debido a que es una de las más representativas y llamativas de la misma, y por tener bastantes y variadas vías de ascenso. Algunas de ellas tienen una dificultad notable, mientras que la que sale del puerto de Navacerrada no entraña dificultades técnicas, salvo en invierno, época en la que el hielo y la nieve abundan por encima de los 1500 m. Las rutas de más dificultad son las que ascienden por la cara oeste, sur o sureste, puesto que salvan un desnivel superior a los 1100 m y hay tramos con pendientes pronunciadas. La época más recomendable para realizar el ascenso es en primavera, concretamente en mayo, debido a que en ese mes ya no hay apenas nieve, no hace demasiado calor, los arroyos bajan en su máximo caudal y las praderas muestran su máximo verdor. A continuación se describen las rutas:

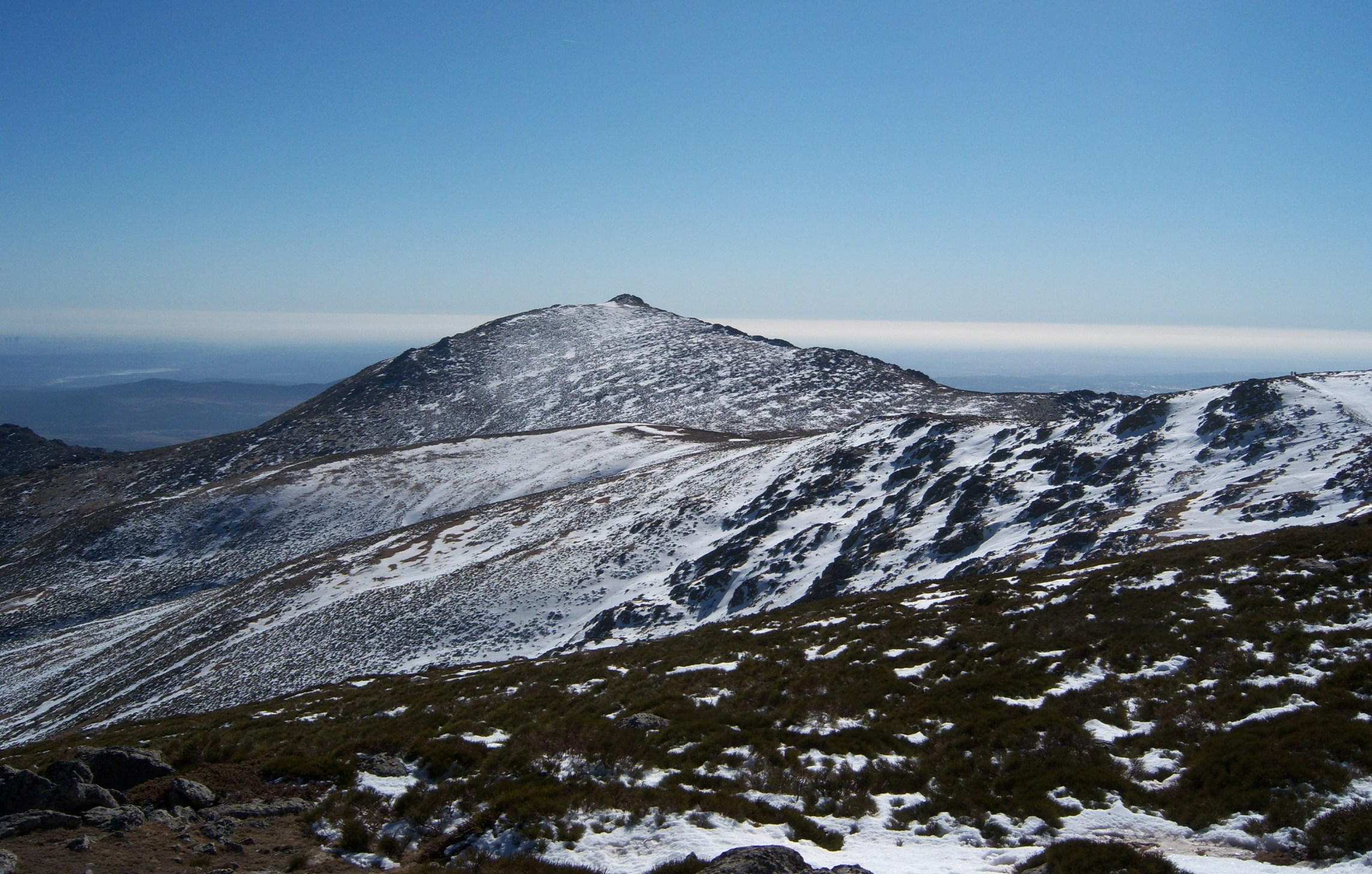
Cara norte de La Maliciosa vista desde las inmediaciones de la cima del Cerro de Valdemartín.

- Desde el Puerto de Navacerrada: la ruta norte es la más fácil, puesto que el camino salva menos desnivel. Dicha ruta tiene una distancia de 5 km y sale del puerto de Navacerrada (1858 m) en sentido este por una pista de hormigón, la cual termina en la cima de la Bola del Mundo (2265 m). Ahí se toma un sendero bien marcado que gira al sursureste y termina en la cima de La Maliciosa, desde donde se disfruta de una de las mejores vistas panorámicas de la sierra de Guadarrama.

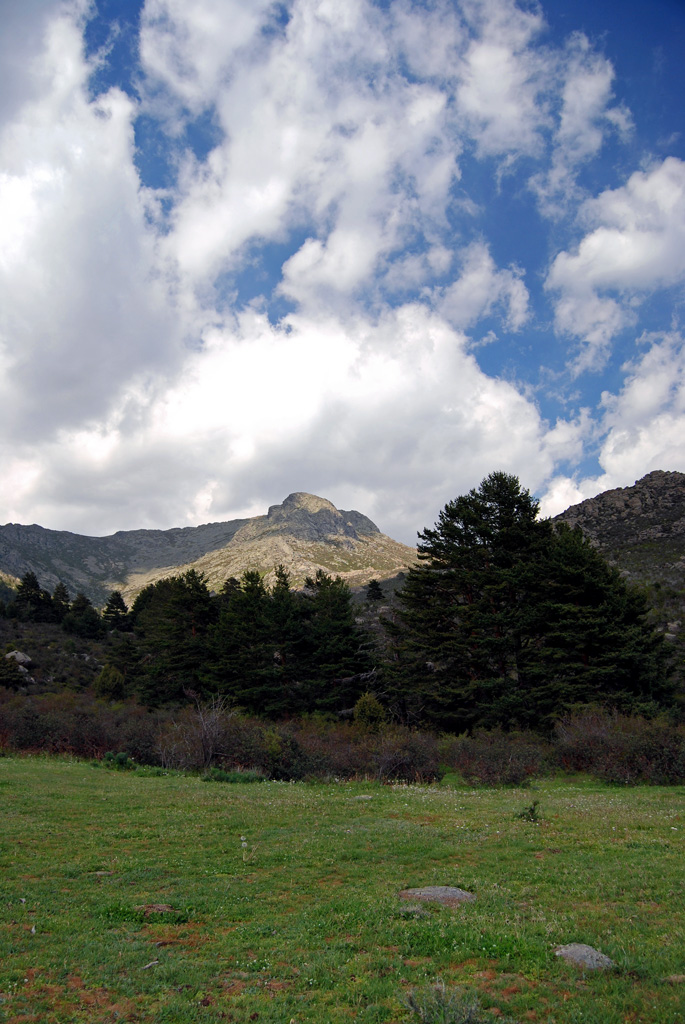
Vista de la Maliciosa desde el valle de la Barranca.

- Desde La Barranca por el collado del Piornal: la ruta oeste sale desde la zona baja del valle de la Barranca (aparcamiento de vehículos, 1380 m) y asciende por una pista forestal hasta llegar a la fuente de la Campanilla. Ahí se continúa por un sendero que sube hacia el noreste hasta llegar al Collado del Piornal para entroncar allí con la ruta norte. El desnivel es de 800 m desde el aparcamiento, o de más de 1000 m saliendo desde el pueblo de Navacerrada. En la imagen está representada con la línea azul.
- Desde La Barranca por la vertiente oeste: otra opción desde La Barranca es cruzar la presa del aparcamiento y seguir un camino marcado que nos adentra totalmente en la empinada cara oeste. Allí hay que tener cuidado de no seguir un desvío que nos llevaría a la base del Peñotillo (zona de escalada y cresteo) para unirse finalmente al camino sur occidental, sino continuar por la citada cara oeste e ir girando poco a poco hacia el sureste para llegar a la cima. Esta es la vía más directa de cuantas existen, y corresponde con la línea roja de la imagen.

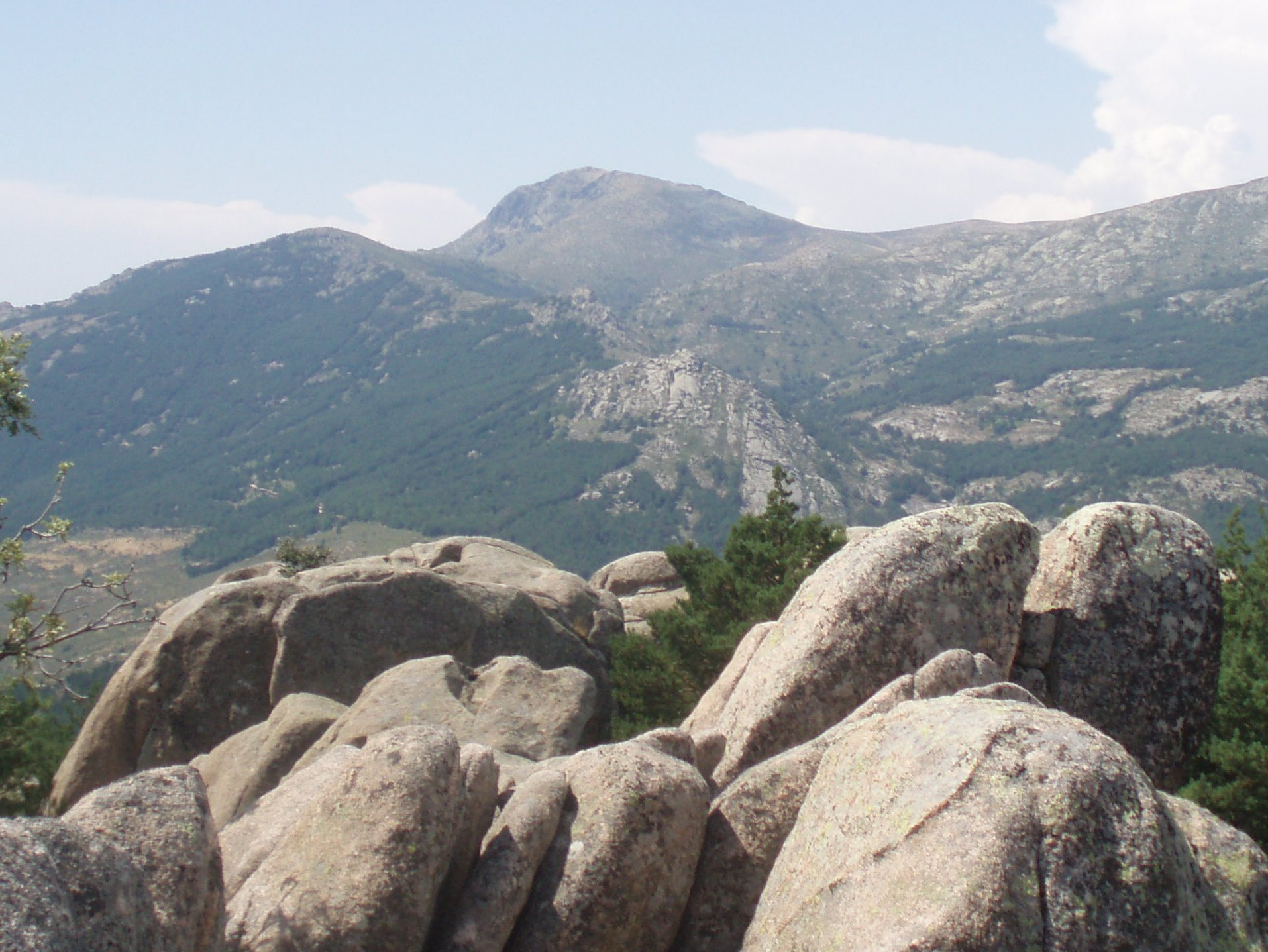
Cara este de La Maliciosa vista desde La Pedriza. La montaña de menor altitud que se ve a la izquierda de la cima es La Maliciosa Baja.

- Desde Canto Cochino: por la Cuerda de los Porrones (sureste) asciende un camino desde Canto Cochino (uno de los aparcamientos de acceso a La Pedriza). También desde Canto Cochino, remontando el río Manzanares en su totalidad, se accede a la amplia loma noreste de esta montaña, ascendiendo, ya por los puntos más evidentes, el caótico roquedo. Ambas rutas superan los 1100 m de desnivel positivo.
- Por la vertiente sur: por el sur hay dos subidas, más o menos paralelas, que transcurren por valles distintos. A la más occidental de ellas se accede desde la Barranca (línea verde en la imagen) o bien en un desvío de la carretera de Mataelpino a Navacerrada (línea amarilla). El camino más oriental parte de muy cerca de Mataelpino y es el más exigente, con un total de 1150 m de desnivel casi en línea recta y rampas del 55 % de desnivel. Por este camino se presentan incluso corredores invernales de acceso a la cima de alto valor alpinístico. Ambas rutas son las dos ascensiones a La Maliciosa más técnicas por su pronunciada pendiente, especialmente la que nace desde Matalpino.

## Reseñas culturales

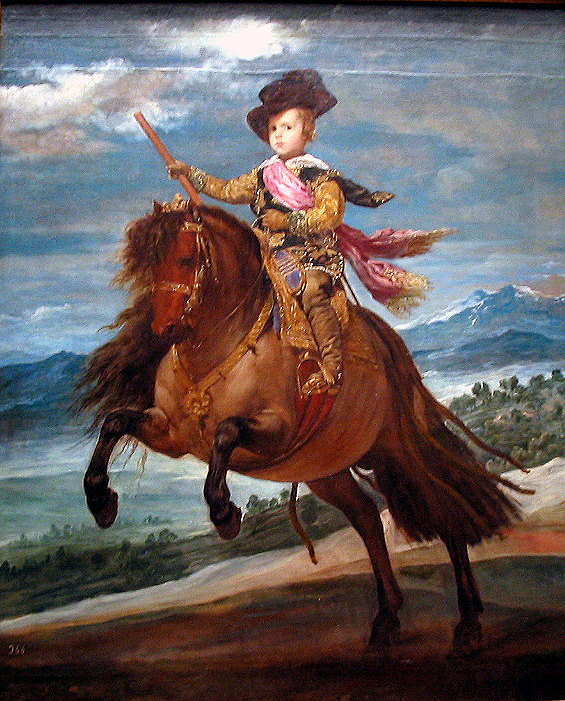
El Príncipe Baltasar Carlos a caballo, de Velázquez. Al fondo, La Maliciosa.

El perfil de La Maliciosa que se dibuja en la silueta de la sierra de Guadarrama vista desde su vertiente sur ha llamado la atención a artistas desde hace tiempo. Es por este motivo por el que esta montaña aparece en algunas obras artísticas de gran importancia. En el cuadro El príncipe Baltasar Carlos a caballo, pintado por Diego de Velázquez en 1635, aparece al fondo a la derecha La Maliciosa cubierta de nieve.
Una leyenda urbana dice que se la puede ver en la escena final de la película Por un puñado de dólares de Clint Eastwood, pero en realidad el monte que sale es El Picazo, perteneciente a la sierra del Hoyo.